# Максімов Володимир Федорович
Володимир Федорович Максімов (нар. 1 травня 1970) — український футболіст, відомий насамперед своїми виступами за олександрійську «Поліграфтехніку».

## Кар'єра гравця
Володимир Максімов народився 1 травня 1970 року. Розпочав кар'єру професійного футболіста 1991 року у складі олександрійської «Поліграфтехніки», у складі  якої того сезону відіграв 31 матч. Того сезону олександрійці виступали у змаганнях КФК, стали переможцями зонального етапу турніру та вийшли до його фінальної частини, яка проходила в Маріуполі. Там олександрійці стали бронзовими призерами та отримали право в наступному сезоні дебютувати в першій лізі. У 1992 році Володимир дебютує в першій лізі. Того сезону у національному чемпіонаті він зіграв 25 матчів та забив 5 м'ячів, ще 2 матчі Володимир Федорович відіграв у Кубку України. Того сезону Максімов допоміг олександрійцям посісти третє місце у своїй підгрупі. У сезоні 1992/93 років Володимир став ключовим гравцем поліграфів, у першій лізі відіграв 38 матчів (14 голів), ще 3 поєдинки зіграв у кубку України. У сезоні 1993/94 років з різних причин втратив місце в основі команди, тому в національному чемпіонаті відіграв лише 13 матчів (1 гол), ще 2 поєдинки зігав у Кубку України. Наступного сезону Володимир Максімов втратив місце в основному складі й загалом у чемпіонаті відіграв лише 2 поєдинки. З метою отримання ігрової практики переходить до місцевого аматорського колективу «Поліграфтехніка-Кристал», який того сезону виступав у аматорському чемпіонаті України. По завершенню сезону повернувся до «Поліграфтехніки», і вже в сезоні 1995/96 років знову став ключовим гравцем колективу, того сезону у футболці поліграфів у національному чемпіонаті відіграв 42 поєдинки та відзначився 10 голами, у Кубку України зіграв 1 поєдинок (1 гол). У сезоні 1996/97 та 1997/98 років також був незамінним гравцем основного складу. Є другим найкращим бомбардиром в історії клубу (45 голів). Загалом у футболці олександрійського клубу відіграв понад 200 поєдинків.
По завершенню сезону 1997/98 років вирішує змінити обстановку та переходить до лубнівської «Сули», у складі цього клубу зіграв 4 матчі (1 гол). Проте вже наступного сезону переходить до друголігового СК «Херсон». У складі херсонського колективу відіграв у чемпіонаті 6 матчів (2 голи) та 1 поєдинок у Кубку України.
Останнім професійним клубом Володимира був олександрійський друголіговий клуб МФК «Олександрія». У 2004 році в складі муніципалів він відіграв 2 поєдинки.
Завершував кар'єру футболіста Володимир Максімов у складі аматорських «УкрАгромКому» (5 матчів, 4 голи) та «Сатурну» (с. Червона Кам'янка) (8 матчів, 1 гол).

## Кар'єра тренера
З 2013 року працював дитячим тренером у клубі «Аметист-2001» (Олександрія). З липня 2015 року працює тренером у команді ФК «Олександрія» U-21.